# Бурсак Федір Якович
Бурсак Федір Якович (1750–1827) — воєначальник, військовий отаман Чорноморського козацького війська (1799–1816).

## Життєпис
Народився 1750 року у дворянській сім'ї Антоновичів на Слобожанщині і в юності навчався в Київській духовній семінарії (бурсі), звідки втік до Запорізької Січі, де отримав нове прізвище – Бурсак. Військову службу почав козаком 1764 року, брав участь у російсько-турецькій війні 1768–1774 у складі загону кінних запорожців під командою кошового отамана Петра Калнишевського. З початком формування Війська вірних запорожців увійшов до його складу, брав участь у російсько-турецькій війні 1787–1792 і відзначився в боях при штурмі Очакова, Хаджибея, Ізмаїла, Мачина. 29 грудня 1788 року полковий осавул Федір Бурсак дістав армійський чин поручика. За виявлену хоробрість при штурмі Ізмаїла (1790) представлений до нагородження Золотою відзнакою. 10 лютого 1791 року одержав звання капітана.
1792–93 рр. у складі Чорноморського козацького війська переселився на Кубань, де був обраний військовим скарбником і увійшов до числа 12 старшин, наділених найвищою владою у війську. Указом імператора Павла I 1799 року полковник Бурсак затверджений на посаду військового отамана Чорноморського козацького війська. Звільнений від посади за станом здоров'я в 1816 році.
Помер у місті Катеринодар, похований на території Катеринодарської фортеці біля Воскресенського собору.